# ユリアーネ・マリー・フォン・ブラウンシュヴァイク

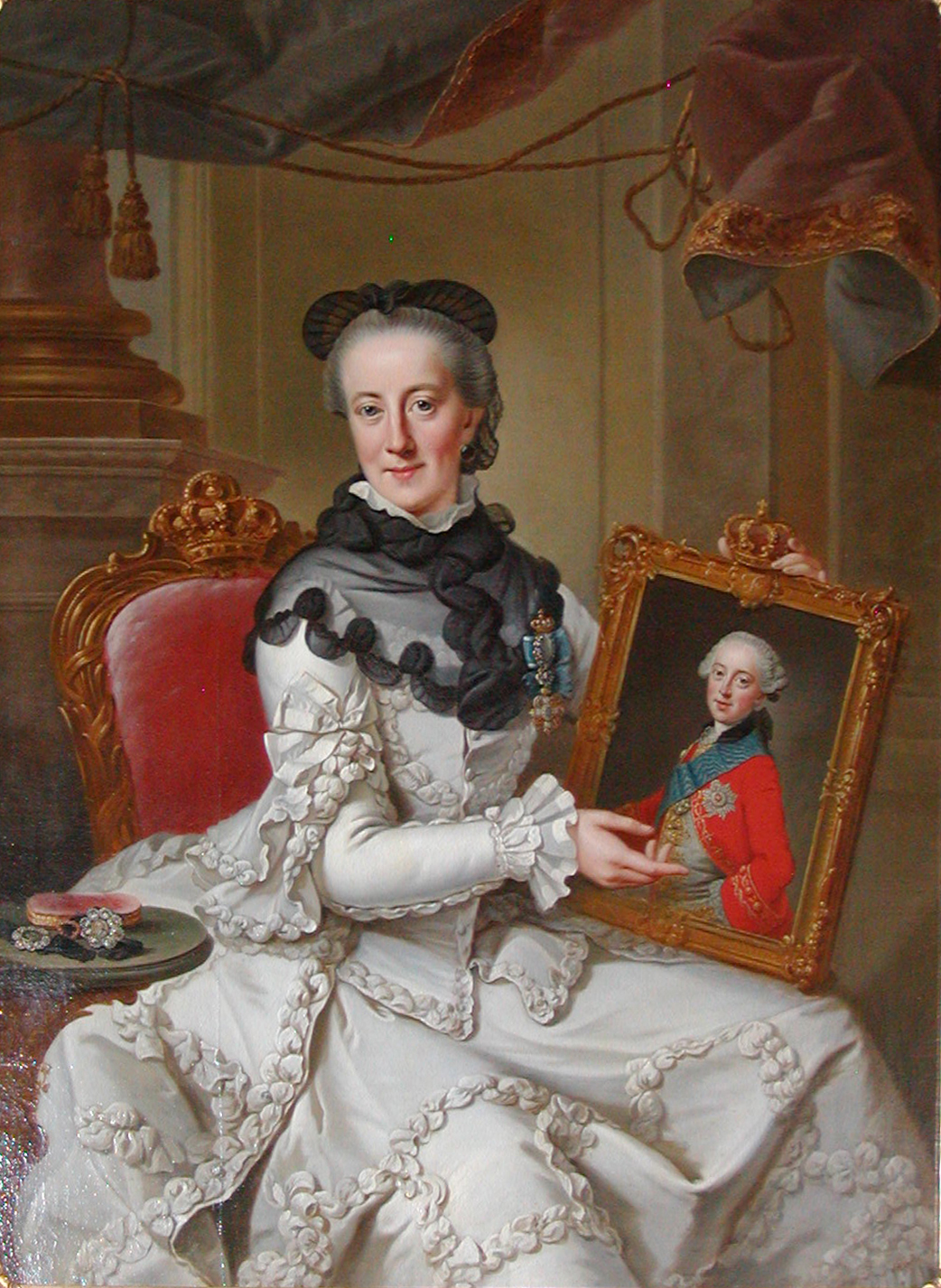
一人息子フレゼリク王子の肖像を持つユリアーネ･マリー

ユリアーネ・マリー・フォン・ブラウンシュヴァイク＝ヴォルフェンビュッテル（独：Juliane Marie von Braunschweig-Wolfenbüttel, 1724年9月4日 - 1796年10月10日）は、デンマーク＝ノルウェーの王フレデリク5世の2番目の王妃。デンマーク語名はユリイェーネ・マリー（Juliane Marie af Braunschweig-Wolfenbüttel）。

## 来歴
ブラウンシュヴァイク＝リューネブルク公国の一部を統治するヴォルフェンビュッテル侯フェルディナント・アルブレヒト2世と妃アントイネッテ・アマーリエの娘として、ヴォルフェンビュッテル（現在のドイツ・ニーダーザクセン州）で生まれた。
長兄はブラウンシュヴァイク＝ヴォルフェンビュッテル公カール1世。次兄アントン・ウルリヒはロシア皇帝イヴァン6世の父。姉達のうち、長姉エリーザベト・クリスティーネはプロイセン王フリードリヒ2世の妃になり、次姉ルイーゼ・アマーリエはフリードリヒ2世の弟アウグスト・ヴィルヘルムの妃となりフリードリヒ・ヴィルヘルム2世を産んだ。
1752年、最初の王妃ルイーセを亡くして寡夫となっていたフレデリク5世と結婚し、一人息子フレデリク（1753年 - 1805年）をもうけた。フレデリク王子はデンマーク王クリスチャン8世の父である。王妃としてのユリアーネは目立つ存在ではなかった。彼女が重要性を増すのは、王太后となってからである。

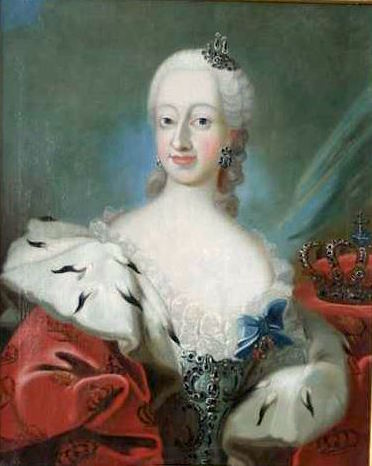
女王の正装に理想的結婚章を佩用

1766年、フレデリクと死別した。継子であるクリスチャン7世が即位したが政治的なことには無関心であったため、権力を王妃カロリーネ・マティルデとその愛人ヨハン・フリードリヒ・ストルーエンセ達に握られた。2人は自由政治の信奉者で、貴族の反対を押し切ってより民主的な法の成立を急いだ。その改革策は周囲の反感を招き、ユリアーネは反ストルーエンセ派の貴族達の中心に位置するようになっていった。彼女は王妃とストルーエンセの姦通を理由に彼らの政権を覆したクーデターの旗印となった。1772年、ストルーエンセは処刑され、カロリーネ・マティルデはドイツへと追放された。
ユリアーネの息子フレデリクは摂政となった。しかし現実には、彼は母の操り人形であり、摂政政治の真の統治者はユリアーネであった。1784年、王太子が即位しフレデリク6世の親政が始まると、ユリアーネと摂政フレデリクは政治の表舞台から遠ざけられた。
1796年、フレデンスボーで死去し、ロスキレ大聖堂に葬られた。